# Nezumia investigatoris
Nezumia investigatoris es una especie de pez de la familia Macrouridae en el orden de los Gadiformes.

## Hábitat
Es un pez de aguas profundas que vive entre 353-897 m de profundidad.

## Distribución geográfica
Se encuentra en el Mar de Andamán.